# Lopidea arizonae
Lopidea arizonae är en insektsart som beskrevs av Knight 1918. Lopidea arizonae ingår i släktet Lopidea och familjen ängsskinnbaggar. Inga underarter finns listade i Catalogue of Life.